# Polychronis Enepekides
Polychrónis Kyprianoú Enepekídes, auch in der Transkription Enepekídis, griechisch Πολυχρόνης Κυπριανού Ενεπεκίδης (* 12. Juni 1917 in Amisos, Pontos, Osmanisches Reich; † 12. Oktober 2014 in Wien) war ein österreichischer Byzantinist und Neogräzist griechischer Herkunft.

## Leben
Enepekides studierte Klassische Philologie an der Universität Athen und kam 1942 als Stipendiat an die Universität Wien, wo er im Dezember 1945 in Klassischer Philologie bei Johannes Mewaldt und Karl Mras promoviert und 1950 in Byzantinistik habilitiert wurde. Als Privatdozent, dann seit 1960 als außerordentlicher Titularprofessor, gab er seit dem Sommerster 1951 Lehrveranstaltungen zur Byzantinistik, ab 1953/54 auch zur Neogräzistik, die ab den 1960er Jahren den Schwerpunkt seiner Lehre bildete. Ab 1957 widmete er sich zusätzlich der Neugriechisch-Sprachausbildung, von 1959 bis 1965 auch im Rahmen des Dolmetscherstudiums. 1974 wurde er zum Leiter der neogräzistischen Abteilung am Wiener Institut für Byzantinistik und zum außerordentlichen Professor ernannt. 1982 trat er in den Ruhestand. Der Bestand des Faches Neogräzistik wurde gesichert, indem die Universitätsleitung Gunnar Hering zum ordentlichen Professor des Faches ernannte.
Im Zentrum seiner Forschung stand die Geschichte der Griechen seit dem Mittelalter (besonders seit dem 19. Jahrhundert). Er gab zahlreiche Dokumente der griechischen Geschichte erstmals heraus.
Enepekides wurde 1980 das Goldene Ehrenzeichen für Verdienste um die Republik Österreich verliehen.

## Veröffentlichungen (Auswahl)
- Griechische Handelsgesellschaften und Kaufleute in Wien aus dem Jahre 1766 (ein Konskriptionsbuch). Aus den Beständen des Wiener Haus-, Hof-, und Staatsarchivs. Hetaireia Makedonikōn Spoudōn, Thessaloniki 1959.
- Beiträge zur kulturellen und politischen Geheimtätigkeit der Griechen in Wien vor dem griechischen Aufstand (= Berliner Byzantinistische Arbeiten. Band 20). Akademie-Verlag, Berlin 1960